# 시사자키
《시사자키 정관용입니다》는 대한민국의 방송국 기독교방송의 라디오 채널 CBS 표준FM에서 평일 저녁 6시 25분 ~ 밤 8시까지 방송했었던 라디오 프로그램이다.

## 역사
원래 이 프로그램은 CBS가 언론통폐합으로 인해 보도기능을 빼앗긴 1984년 《월요특집》이라는 프로그램이었는데 《월요특집》의 성공으로 CBS는 월요일 2시간 방송 시간을 늘려 확대 개편하여 지금의 "시사자키"의 모습이 되었다. 1990년 4월 2일, 정치평론가 김광식의 진행으로 출발했으며 당시 방송 시작 시간은 오후 5시 40분부터 저녁 7시까지였다. 그리고 그 이후로도 수상 행렬이 이어지지만 90년 방송프로듀서연합회 연출상을 수상하기도 했다. 초대 피디는 윤병대 오기현PD였고 그후 국민대학교 시사평론가 정관용 특임교수가 진행했으며 2020년 3월 23일 CBS 라디오 봄 개편으로 평일 저녁 6시 25분부터 8시까지 방송했다가, 2020년 10월 23일 이후 30년 만에 방송을 마지막으로 폐지되었다.

## 수상 내역
- 1996 개인상 라디오 프로듀서 한국연 《시사자키 오늘과 내일》
- 1997 개인상 라디오 프로듀서 윤병대 《시사자키 오늘과 내일》
- 2006 작품상 라디오 보도 프로그램 부문 《시사자키 오늘과 내일》
- 2013 작품상 라디오 시사보도 프로그램 부문 《시사자키 정관용입니다》
- 한국방송대상 수상 내역만 정리

## 역대 진행자
- 국회의원 정범구
- 함께하는 시민행동 하승창 소장
- 경제평론가 정태인
- 김칠준 변호사
- 가톨릭대 이영자 교수
- 정치평론가 손혁재
- 경남대 김근식 교수
- 딴지일보 김어준 총수
- 명지대학교 신율 교수
- 정치평론가 고성국
- CBS 변상욱  대기자
- CBS 양병삼 PD
- 국민대학교 정관용 특임교수

### 토요일 역대 진행자
- 시사평론가 김용민
- CBS 이명희 아나운서
- CBS 최정원 아나운서
- CBS 백원경 아나운서
- CBS 윤지나 기자[1]

## 코너
- 뜬 뉴스(의제와 전략그룹 '더 모아' 윤태곤 정치분석실장)
- 이슈 인터뷰
- 집중 인터뷰
- 일몰뉴스 (미디어스 김민하 기자)
- 장동석의 책세상 (장동석 출판평론가)
- 이택광의 일상다반사 (이택광 경희대 교수)
- 은수미, 안진걸의 외부자들 (은수미 전 의원, 안진걸 참여연대 사무처장)
- 밖에서 본 한국 (강은지 국제민주연대 팀장)
- 미디어 포커스 (김언경 민언련 사무처장)
- 정봉주의 판 읽기 (정봉주 전 의원)

## 같이 보기
- CBS 표준FM
- 기독교방송

| CBS 표준FM 평일 프로그램 |                        |                                      |
| 이전                     | 시사자키 정관용입니다  | 다음                                 |
| CBS 저녁종합뉴스         | 시사자키 정관용입니다  | 오늘 하루 장주희입니다               |
| 저녁 6시 ~ 저녁 6시 25분 | 저녁 6시 25분 ~ 밤 8시 | 밤 8시 5분 ~ 밤 9시 30분             |
|                          | 정시 CBS 노컷뉴스      | 56분 조한욱의 오늘 정시 CBS 노컷뉴스 |

| 부산CBS 표준FM 평일 프로그램 |                        |                                      |
| 이전                         | 시사자키 정관용입니다  | 다음                                 |
| CBS 저녁종합뉴스             | 시사자키 정관용입니다  | 오늘 하루 장주희입니다               |
| 저녁 6시 ~ 저녁 6시 25분     | 저녁 6시 25분 ~ 밤 8시 | 밤 8시 5분 ~ 밤 9시 30분             |
|                              | 정시 CBS 노컷뉴스      | 56분 조한욱의 오늘 정시 CBS 노컷뉴스 |

| 경남CBS 표준FM 평일 프로그램 |                        |                                      |
| 이전                         | 시사자키 정관용입니다  | 다음                                 |
| CBS 저녁종합뉴스             | 시사자키 정관용입니다  | 오늘 하루 장주희입니다               |
| 저녁 6시 ~ 저녁 6시 25분     | 저녁 6시 25분 ~ 밤 8시 | 밤 8시 5분 ~ 밤 9시 30분             |
|                              | 정시 CBS 노컷뉴스      | 56분 조한욱의 오늘 정시 CBS 노컷뉴스 |

| 대구CBS 표준FM 평일 프로그램 |                        |                                      |
| 이전                         | 시사자키 정관용입니다  | 다음                                 |
| CBS 저녁종합뉴스             | 시사자키 정관용입니다  | 오늘 하루 장주희입니다 1부           |
| 저녁 6시 ~ 저녁 6시 25분     | 저녁 6시 25분 ~ 밤 8시 | 밤 8시 5분 ~ 밤 9시                  |
|                              | 정시 CBS 노컷뉴스      | 56분 조한욱의 오늘 정시 CBS 노컷뉴스 |

| 광주CBS 표준FM 평일 프로그램 |                        |                                      |
| 이전                         | 시사자키 정관용입니다  | 다음                                 |
| CBS 저녁종합뉴스             | 시사자키 정관용입니다  | 오늘 하루 장주희입니다 1부           |
| 저녁 6시 ~ 저녁 6시 25분     | 저녁 6시 25분 ~ 밤 8시 | 밤 8시 5분 ~ 밤 9시                  |
|                              | 정시 CBS 노컷뉴스      | 56분 조한욱의 오늘 정시 CBS 노컷뉴스 |